# Grewia tomentosa
Grewia tomentosa är en malvaväxtart som beskrevs av Antoine Laurent de Jussieu. Grewia tomentosa ingår i släktet Grewia och familjen malvaväxter. Inga underarter finns listade i Catalogue of Life.